# György Kolonics
György Kolonics (Boedapest, 4 juni 1972 – aldaar, 15 juli 2008), bijgenaamd Kolo, was een Hongaarse kanovaarder.  
Kolonics was een olympisch kampioen die twee bronzen medailles won tijdens de Olympische Spelen van 1996 en 2004. Tijdens de Spelen van 1996 en 2000 sleepte hij twee gouden plakken in de wacht. 
De 36-jarige Kolonics was in zijn woonplaats Boedapest aan het trainen voor zijn vijfde Olympische Spelen, die van Peking in 2008, toen hij door een acute hartstilstand werd getroffen. Hij was op slag dood. Het was de bedoeling dat hij tijdens de openingsceremonie van deze Olympische Spelen voor zijn vaderland de Hongaarse vlag zou dragen. 
| Logo van de Olympische Spelen | Goud | Zilver | Brons | Logo van de Olympische Spelen |
|                               | 2    | 0      | 2     |                               |

1976: Aleksandr Rogov ·
1980: Sergej Postrechin ·
1984: Larry Cain ·
1988: Olaf Heukrodt ·
1992: Nikolai Boechalov ·
1996: Martin Doktor ·
2000: György Kolonics ·
2004: Andreas Dittmer ·
2008: Maksim Opalev
1976: Sergej Petrenko & Aleksandr Vinogradov ·
1980: László Foltán & István Vaskuti ·
1984: Matija Ljubek & Mirko Nišović ·
1988: Nicolae Juravschi & Viktor Reneiski ·
1992: Dmitri Dovgalenok & Aleksandr Maseikov ·
1996: Csaba Horváth & György Kolonics ·
2000: Ferenc Novák & Imre Pulai ·
2004: Meng Guanliang & Yang Wenjun ·
2008: Meng Guanliang & Yang Wenjun ·
2024: Liu Hao & Ji Bowen